# Clemson
Clemson is een plaats (city) in de Amerikaanse staat South Carolina, en valt bestuurlijk gezien onder Anderson County en Pickens County. Clemson is vooral een studentenstad omdat de Clemson-universiteit zich hier bevindt.

## Demografie
Bij de volkstelling in 2000 werd het aantal inwoners vastgesteld op 11.939. In 2006 is het aantal inwoners door het United States Census Bureau geschat op 12.444, een stijging van 505 (4,2%).

## Geografie
Volgens het United States Census Bureau beslaat de plaats een oppervlakte van 20,2 km², waarvan 19,1 km² land en 1,1 km² water. Clemson ligt op ongeveer 254 m boven zeeniveau.

## Plaatsen in de nabije omgeving
De onderstaande figuur toont nabijgelegen plaatsen in een straal van 16 km rond Clemson.